# Hermann Abendroth
Hermann Abendroth   (Frankfurt del Main, 19 de gener de 1883 - Jena, 29 de maig de 1956) fou un director d'orquestra alemany.
Després d'haver cursat els estudis a la seva ciutat natal, els completà a Múnic on fou deixeble de Ludwig Thuille i d'Anna Hirzel-Langenhan. Després d'algunes actuacions en la mateixa ciutat de Múnic els anys 1903-1904, es va presentar en públic als vint-i-dos anys a Lübeck, on va actuar (1905-1911), dirigint l'orquestra de la Societat d'Amics de la Música i la del teatre local; fins a passar a Essen i després a Colònia. En aquesta ciutat va ser nomenat el 1918 Generalmusikdirector, alhora que exercia el càrrec de director de l'Alta Escola de Música de Colònia i de l'Escola de Música del Rhin.
La seva capacitat de dirigent i el seu estil molt personal es van imposar des de 1924, època en què va passar a dirigir els concerts de la Gewandhaus de Leipzig, en els que confirmà les seves qualitats de gran dominador de conjunts orquestrals, col·locant-lo a primera fila. Posteriorment, dirigí l'Orquestra Simfònica de l'Estat de Weimar, al capdavant de la qual realitzà una labor no menys encomiable.